# 蒲種市中心站
蒲種市中心站位於马来西亚雪兰莪州蒲种的市中心。本站属于大城堡延长线路，于2016年3月31日开通。

## 车站概要
本站属于4 大城堡线延长线，于2016年3月31日开始运营。车站设有两个入口，可通往蒲种莲花超市（Lotus's Puchong）和实达走廊（SetiaWalk），本站也设有停车转乘和自行车停放设施。

### 车站结构
| 二楼 | 侧式站台                                                                             | 侧式站台                         | 侧式站台 |
| 二楼 | 1号站台：4 大城堡线4往 AG1 SP1 冼都東 或 SP11 AG11 陳秀連站轉乘可到達 AG18 安邦站(→) |                                  |          |
| 二楼 | 2号站台：4 大城堡线4往 SP31 布特拉高原 (←)                                           |                                  |          |
| 二楼 | 侧式站台                                                                             |                                  |          |
| 一楼 | 车站大厅                                                                             | 验票闸门、自动售票机、车站控制台 |          |
| 地面 | 街道                                                                                 | 巴士站、计程车站                 |          |

## 意外事件
2018年8月1日早晨，工作人员在本站发现一具被列车碾过的尸体，而闭路电视拍摄的画面只显示死者进入站内的画面，而没拍摄到死者下轨道的画面，因此不清楚死者的自杀方式。这也导致了来往于蒲种市中心和IOI蒲种再也的轻快铁服务一度中断，直至9时死者遗体被移走后服务才恢复正常。
2025年6月3日，一名63岁台湾籍男子在本站似没有观察月台不慎跌入轨道惨遭列车碾毙，导致大城堡线的服务中断。

## 车站周边
- 实达走廊
- 蒲种莲花超市